# Aître de Brisgaret
 (mai 2015).
Si vous disposez d'ouvrages ou d'articles de référence ou si vous connaissez des sites web de qualité traitant du thème abordé ici, merci de compléter l'article en donnant les références utiles à sa vérifiabilité et en les liant à la section « Notes et références ».
L'aître de Brisgaret de Montivilliers est un exemple rare d'aître médiévale en France ayant conservé sa vocation d'origine. Il est très particulier par sa structure comportant une croix gothique, une chapelle, une galerie-ossuaire dont le mur est orné d'un décor macabre et des représentations sculptées. 
L'ensemble classé au titre des monuments historiques par arrêté du 12 juillet 1886 a fait l'objet d'une restauration d'octobre 2012 à juin 2014.

## Historique
Autour du monastère fondé par Saint Philibert en 684 va naître à partir du XIIe siècle une cité florissante. La population va en s’accroissant jusqu’à compter près de 4 000 habitants au XVIe siècle. Pourtant la mort est omniprésente tout au long de cette période marquée notamment par la guerre de Cent Ans et les multiples destructions occasionnées mais surtout par le fléau de la Peste.
La nécessité religieuse d'enterrer les cadavres toujours plus nombreux, des cimetières intra-muros exigus et la volonté de limiter l'épidémie sont autant d'éléments concourant à la création d'un nouveau lieu d'inhumation sur les hauteurs de la cité. L’Aître de Brisgaret devient le nouveau lieu de sépulture des Montivillons.
Comme il est de coutume au Moyen Âge la paroisse Saint Sauveur entreprend de faire construire un cloître autour du charnier afin notamment d'y entreposer les ossements des corps décharnés dans l'ossuaire situé sous la charpente. Pour des raisons inconnues une seule galerie complète est aujourd'hui visible. Son étude révèle qu'elle fut bâtie en trois temps entre 1503 et 1602. C’est également à cette époque que l’aître Saint-Maclou de Rouen est établi, ses quatre galeries étant édifiées pour former un cloître entre 1526 et 1651.
La Charte d'Exemption octroyée en 1035 par le Duc de Normandie Robert le Magnifique attribue à l'abbaye le contrôle des cimetières. Néanmoins leur construction, entretien et fonctionnement restent à la charge des paroissiens. Cette situation n'est pas sans créer régulièrement des désaccords qui vont ponctuer l'histoire du site.
En 1886, sous le mandat du maire Médéric Deschamps, l’ancien charnier dit Aître de Brisgaret est classé au titre des Monuments Historiques. En 1890 des travaux de restauration du mur de la galerie sont menés et conduisent à l’édification de contreforts afin d’assurer le maintien de la maçonnerie. Le temps fait son œuvre et appelle à la restauration de l’ensemble du site. Une étude menée en 2006 fait état de l'urgence d'une intervention pour garantir la pérennité de l'ensemble.
Entre novembre 2012 et juin 2014 la galerie, la chapelle, la croix gothique et les décors muraux sont restaurés et consolidés sous la conduite d'un architecte des Monuments historiques.
Cet ensemble apporte un témoignage rarissime sur le quotidien d’une population hantée par la mort. À ce titre l’Aître de Brisgaret est un lieu emblématique du Moyen Âge.

## Description

### La chapelle

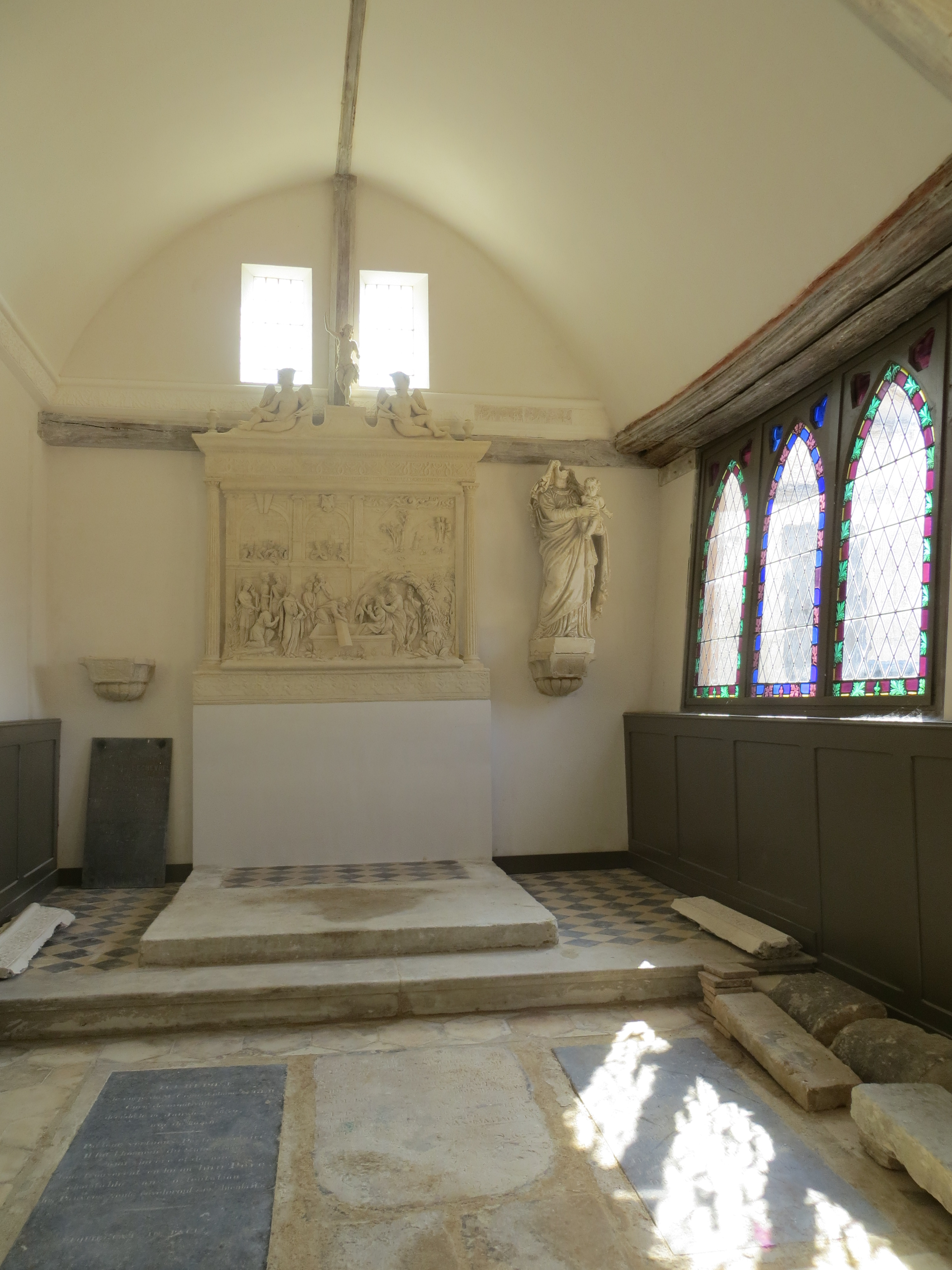
Intérieur de la chapelle dédiée à saint Lazare.

À l'origine le cimetière est situé à l'entrée de l'église de la paroisse, où tout au moins sur le même terrain clos. Lors du déplacement du cimetière hors des murs de la ville il n'est plus associé à un lieu de culte, il est donc nécessaire d'y adjoindre une chapelle. Elle permet aux fidèles de prier pour l’âme des défunts et d'implorer la protection des saints guérisseurs.
Il n'existe aucune trace de la chapelle primitive détruite lors de la guerre de Cent Ans. Elle est reconstruite par la suite puisqu'en 1602 les comptes de la Fabrique mentionnent la fin des travaux. La même année elle est pourvue du retable de la Résurrection de Lazare réalisé par Pierre Larbitre. La chapelle est consacrée à saint Lazare, premier ressuscité par le Christ selon les Évangiles. Au Moyen Âge on en fit le patron des lépreux (à l'origine du mot lazaret désignant une léproserie).

### La galerie

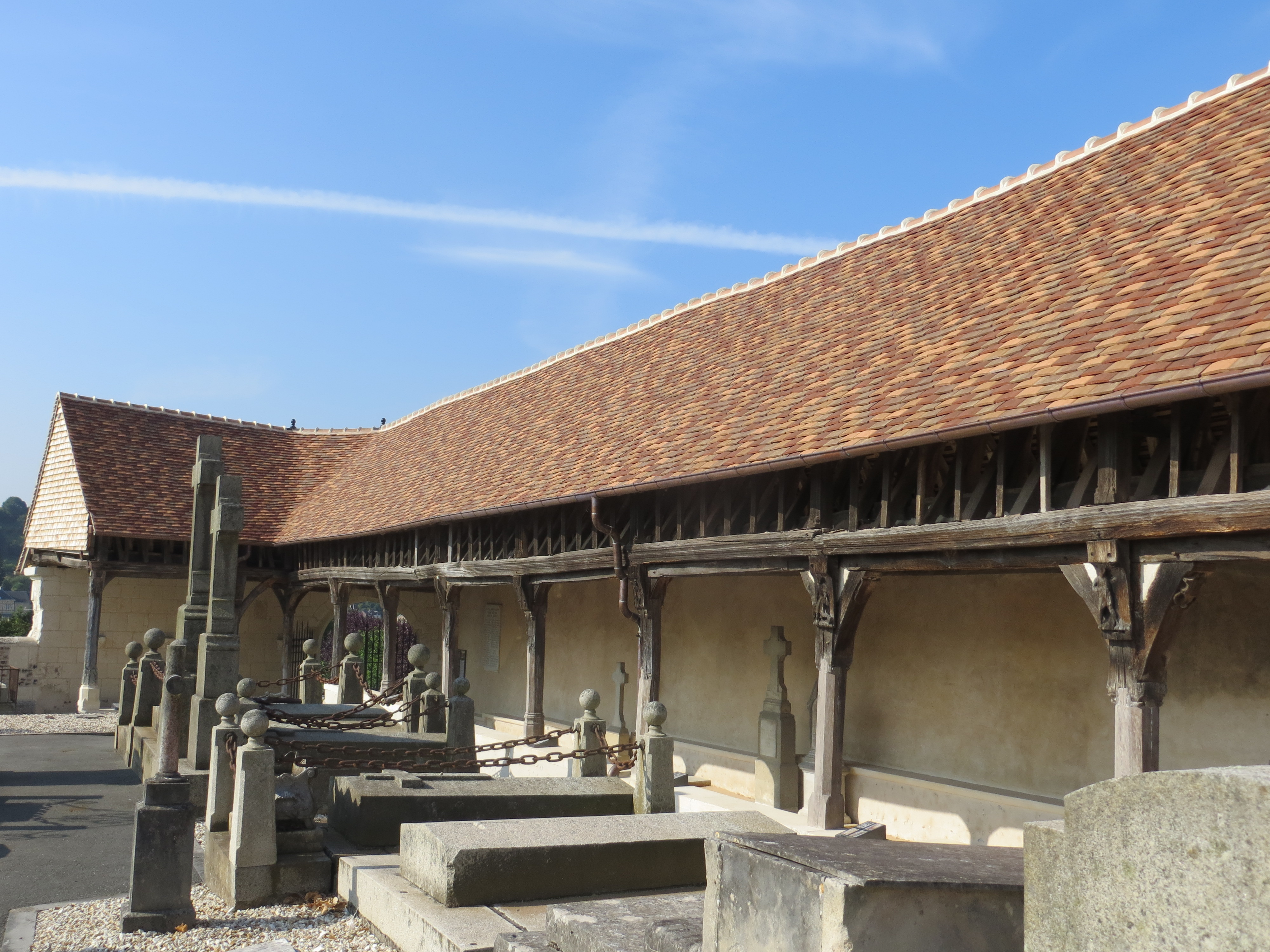
Vue de la galerie restaurée de l'aître de Brisgaret.

Prenant appui sur le mur de maçonnerie la galerie repose de l'autre côté sur seize piliers de bois sculptés. Son authentique charpente à chevron ferme en chêne du XVIe siècle s'apparente à celle de la nef de l'église abbatiale de la ville.
Sa fonction d'ossuaire est attestée par la présence de lucarnes permettant de glisser les ossements. L'absence de fermeture en créant une ventilation naturelle permettait aux ossements de se dessécher rapidement pour être réduits à l'état de poussière.
En dehors de son usage d'ossuaire la galerie est le théâtre de la vie quotidienne à Montivilliers au XVIe siècle. Elle sert à protéger les fidèles venus prier pour leurs défunts mais c'est aussi un haut lieu de la sociabilité médiévale. On vient y jouer, écouter les prédicateurs, regarder les amuseurs publics et faire des affaires auprès des camelots qui tiennent boutique le long du mur. Les nombreux graffitis présents sur le mur de la galerie témoignent de cette vie animée.
Le  mur de soutien de la galerie porte encore des enduits d'origine laissant voir de nombreux graffiti mais surtout un incroyable décor macabre.

### Les décors muraux

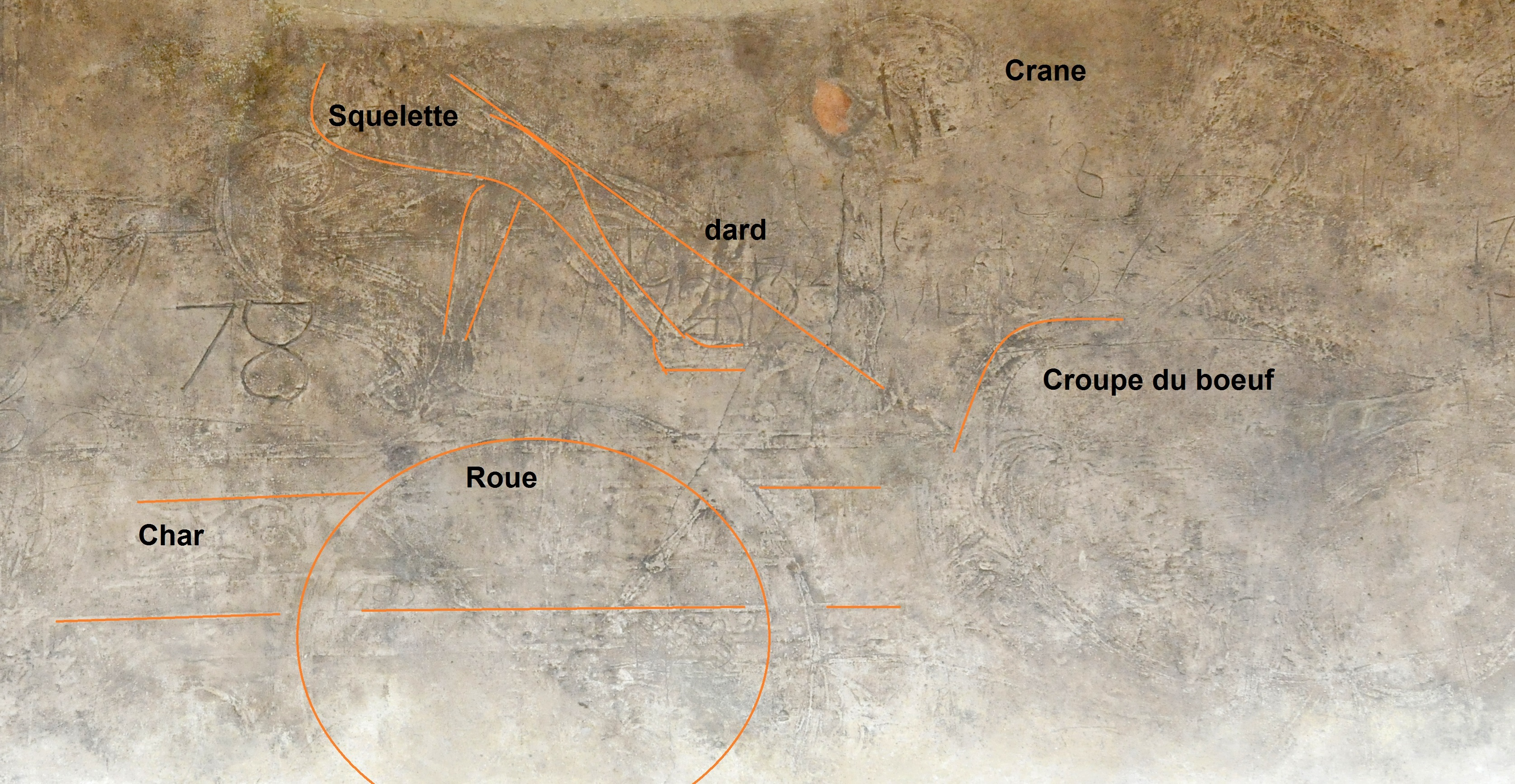
Détail du décor mural : le char du Triomphe de la mort.

Repéré pour la première fois en 1969 cette gigantesque scène a été réalisée en relief dans l'enduit encore frais entre 1530 et 1540.
Elle débute par un Triomphe de la Mort : Représentée sous la forme d'un squelette, la Mort est assise sur un char tiré par un bœuf. Elle tient un dard menaçant annonçant qu'elle peut frapper à tout instant. Le char escorté par deux cavaliers écrase toute vie humaine et il est probable que des corps de tous âges devaient être figurés sur la partie basse du décor malheureusement disparue.
La seconde partie se révèle être une Résurrection des Morts : un personnage au visage bienveillant, sans doute le Christ, délivre ses messages aux fidèles. À la jonction des deux parties du décor un texte, en vers décasyllabiques, explique le sens de la scène : seule la piété parfaite permet d'atteindre le Paradis.

### Les éléments sculptés

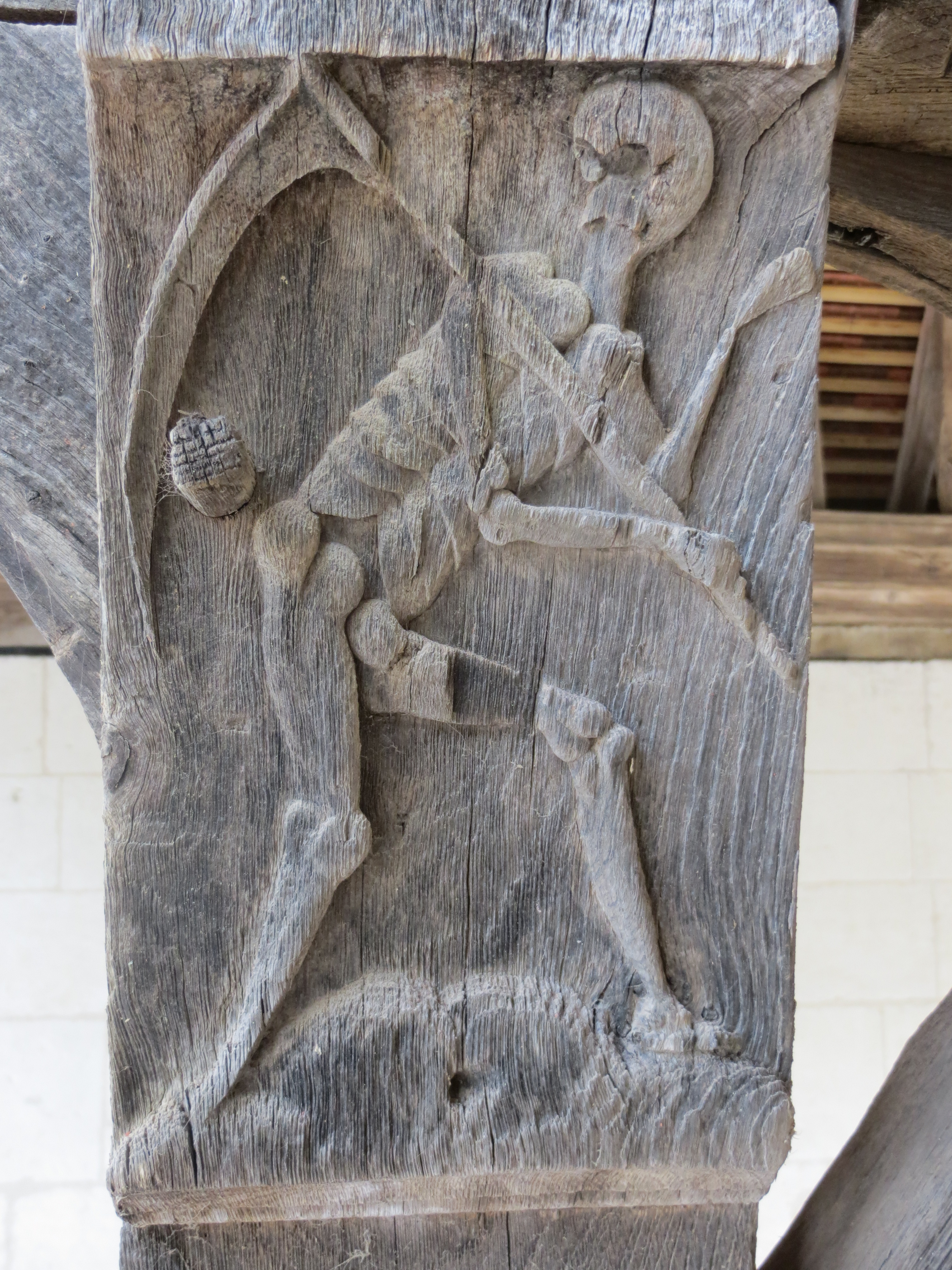
Squelette et faux.

Les piliers de la galerie illustrent trois thèmes majeurs de l'imagerie mortuaire. 
- La figuration de la mort : squelettes, os longs, crânes et outils de fossoyeur. Les représentations renvoient à la fonction première du charnier, lieu d'ensevelissement des corps et cadre de leur transformation.
- La Passion du Christ (Arma Christi) : Croix, échelle, colonne, fouet et branchages de la flagellation, couronne d'épines, clous, marteau, tenaille, éponge .
- Symbolisant le cheminement de Jésus vers la Croix et vers la mort la Passion telle qu'elle est présentée à l'aître de Brisgaret s'apparente à un chemin de croix en direction de la chapelle.

### Les Saints guérisseurs

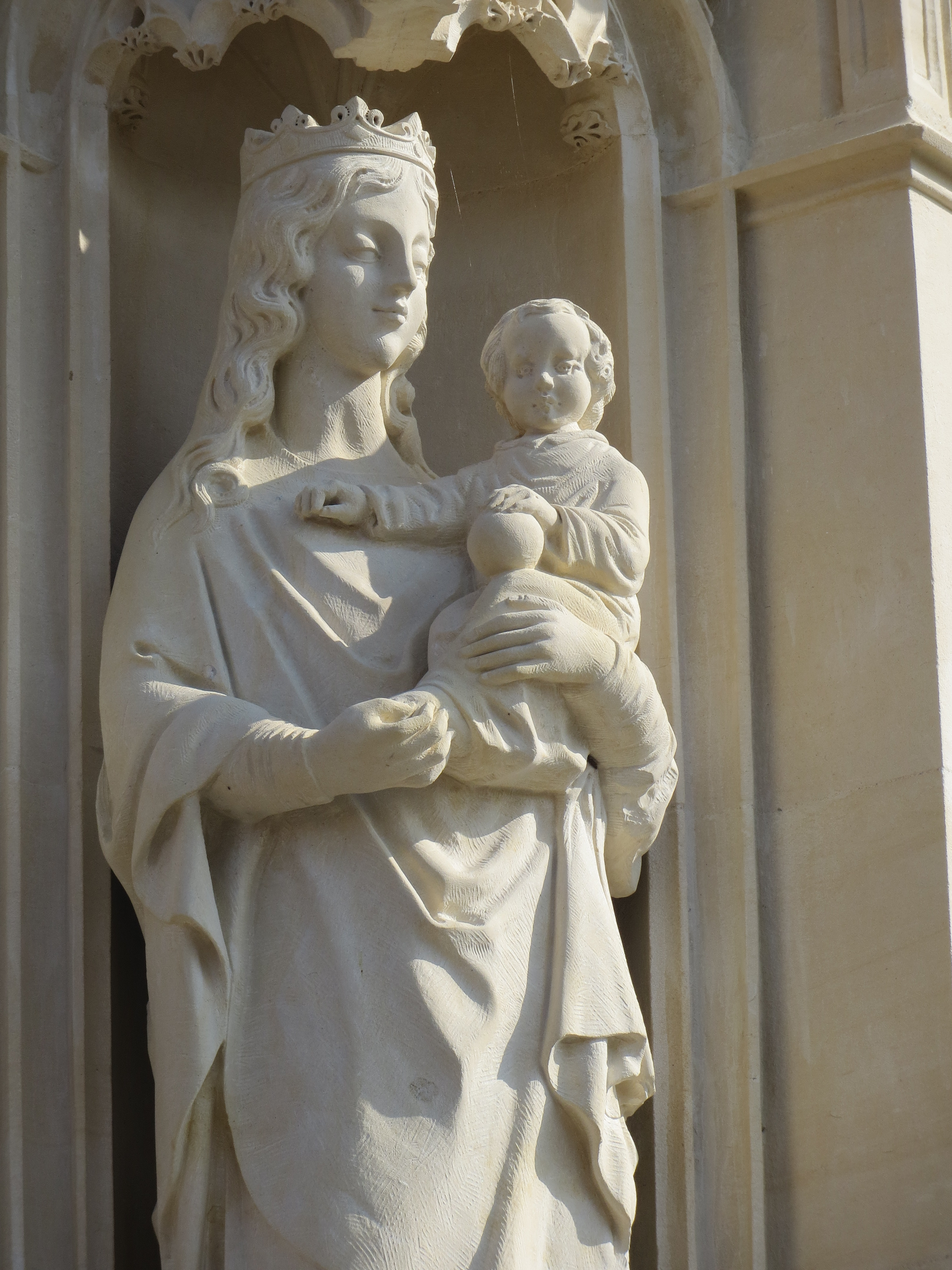
La vierge à l'enfant sur la croix gothique.

L'aître de Brisgaret étant construit à la suite des longues périodes de peste, il n'est pas étonnant d'y trouver les figures des saints traditionnellement invoqués lors des épidémies : Saint Roch, Saint Sébastien, Saint Adrien.

### La croix gothique
Érigée au XVIe siècle elle se situe à l’emplacement de l'ancien charnier, la croix culminant à plus de six mètres célèbre le triomphe de Dieu.
Elle comporte quatre imposantes statues de saints liés à la sainte parenté dont le culte connaît un grand engouement au XVe siècle. Il s'agit de saint Joseph, saint Jean l'Apôtre, sainte Anne et de la Vierge Marie portant l'enfant Jésus.